# Estejeva galerija
Estejeva galerija je muzej umetnosti v Modeni, v katerem so večinoma dela italijanskih slikarjev iz 14. do 18. stoletja. Zbirka je nastajala ob zbirki rodbine Este, vladarjev Modene (1288–1796). Je v zgornjem nadstropju Palače muzejev (Palazzo dei Musei) na trgu svetega Avguština, ki je iz poznega 18. stoletja. Odprta je bila leta 1884.

## Zgodovina

### Estejeva zbirka iz Ferrare
Ferrara je bila v humanizmu in renesansi vodilna v kulturi, kar se nadaljevalo tudi v poznejših stoletjih.
Vojvode Este so bili med najbolj znanimi meceni v Evropi. Podpirali so umetnike in najbolj znane pisatelje tistega časa, kot so Piero della Francesco, Rogier van der Weyden, Giovanni Bellini, Andrea Mantegna, Tizian, Cosimo Tura, Dosso Dossi, Benvenuto Tisi da Garofalo, Ludovico Ariosto in Torquato Tasso.
Vsi člani rodbine Este, še posebej ko so bili vojvode Ferrare, so posebej skrbeli za svoje zbirke umetniških del, med katerimi so izstopale Lionellova, Borsova, zbirka Ercola I., Alfonsa I., Ercola II. in dveh kardinalov Hipolita I. in Hipolita II., ki sta bila lastnika znane Estejeve vile v Tivoliju. Poleg slik so zbirali kipe, bron, keramiko, kameje, medalje in kovance. Pri umetnikih so naročali dela, poleg tega so jih zanimala tudi dela umetnikov iz drugih mest, ki so jih kupovali.
V stoletjih je bilo veliko izgubljeno: predvsem antični in srednjeveški zlati kovanci, ki jih je zdaj v galeriji le 300. Po popisu iz sredine 16. stoletja, ki ga je naredil Ercole II., jih je bilo več tisoč.

### Cesare I.
Pri prenosu sedeža rodbine iz Ferrare v Modeno leta 1598, ko so morali Ferraro predati papežu Klemnu VIII., je vojvoda Cesare I. poskušal prinesti s seboj čim več izjemnih zbirk, številna umetniška dela ter redke ali dragocene predmete.
Za dela, ki so ostala v Ferrari, se Cesare, ki morda ni bil tak ljubitelj umetnosti in zbiranja kot njegovi predniki, ni obotavljal sodelovati z nekaterimi mogočniki, kot sta bila kardinal Borghese in avstrijski cesar.

### Francesco I.
Francescu I., ki je nasledil Alfonsa III., je uspelo, da je na svojem dvoru v Modeni obdržal umetniško vzdušje, ki je bilo prej značilno za Ferraro. Postal je vojvoda Modene in Reggia ter želel mogočen in razkošen vojvodski sedež. Naročil ga je pri rimskem arhitektu Luigiju Bartolomeu Avanziniju po priporočilu Berninija, ki ni mogel sprejeti povabila, ker je delal za papeža.
Na diplomatskem potovanju po Španiji je Francescov portret naredil Diego Velázquez. Zdaj je v Estejevi galeriji, njegovi drugi portreti so delo Rubensa in so v Dresdnu. Bernini je izdelal slaven marmoren portret, ki je dragocen zaklad galerije poleg drugih portretov vojvode. 
Druga dela, darovana ali kupljena, so v tem obdobju postala del njegove zbirke. To so slike Veroneseja, Salvatorja Rose,  Hansa Holbeina in Berninijevo marmorno poprsje ljubice Konstance.
Francesco I. je, tako kot so počeli tudi njegovi nasledniki, slike v cerkvah in samostanih v vojvodini nadomestil s kopijami, včasih tudi kljub nasprotovanju duhovnikov. V razkošno vojvodsko palačo so postopoma prišle slike Correggia, Cime da Conegliana in  Parmigianina.

### Nasledniki Francesca I.
Njegov sin Alfonso IV. je odprl galerijo za javnost. Njegova žena Laura Martinozzi, nečakinja kardinala Mazarina, ki je bila regentinja v vojvodini po smrti moža (ker je bil njegov sin Francesco II. star le dve leti), je tudi kupovala za galerijo ter gradila cerkve in samostane.
V obdobju Francesca II. in Rinalda I. galerija ni bila obogatena z veliko deli.
Stanje galerije se je poslabšalo s Francescom III., ki se je zaradi financiranja svoje velikopotezne prenove odločil za prodajo dela galerije poljskemu kralju Avgustu III. za sto tisoč beneških zlatnikov. Julija leta 1746 so v Dresden odnesli več kot sto slik velike vrednosti, tudi dela Rafaela, Andree del Sarta, Diega Velázqueza, Holbeina, Rubensa, Veroneseja, Tiziana, Parmigianina, Correggia, Caravaggia, Guercina, Guida Renija, Giorgioneja, Dürerja, Ribere, van Dyka, Pordenoneja, Perugina, Carraccija in mnoge druge. Ta dela so nato zbrali v Umetnostni galeriji (Gemäldegalerie) v Dresdnu, kar ji danes zagotavlja visoko umetniško raven.
Ercole III., ki je nasledil Francesca III., se je za obnovo galerije zatekel k sistemu, ki ga je že uporabljal Francesco I., to je odstranjevanje iz cerkva v Carpiju, Reggiu, Modeni, pogosto na silo. Tako so odstranili npr. freske Nicola dell'Abateja z gradu v Scandianu, iz katerega so odnesli tudi nekaj slik.

### Napoleon
Tudi Napoleon je želel umetniška dela iz galerije in posledica premirja iz Cherasca je bilo 20 slik v Parizu. Njegova žena Jožefina je februarja 1797 med bivanjem v vojvodski palači želela videti zbirko kamej in dragih kamnov. Vzela jih je približno 200, precej pa so jih zasegli tudi njeni pomočniki.
Ercole II. je bil izgnan v Treviso, kjer je nekaj predmetov, ki jih je prinesel s seboj, prodal, a si je prizadeval tudi za obogatitev galerije, da bi nadomestil Napoleonovo ropanje.

### Obnovitev oblasti
Ob obnovitvi oblasti je v Modeno prišel vojvoda Francesco IV. Pridobil je nekaj pomembnih del, tudi z jemanjem iz cerkev, in jih dal galeriji.
Njegov sin Francesco V. jih je nekaj prodal in spet odprl galerijo za javnost, ki je bila urejena v vojvodski palači.

### Od leta 1859  do danes
Leta 1859 je bila končana zgodba vojvodstva. Modena in Reggio sta postala del Italije. Francesco V. je ob svojem pobegu prinesel s seboj nekaj manjših slik in dragocenih knjig, tudi slavno biblijo Borsa d'Esteja, ki se je vrnila v Modeno po prvi svetovni vojni tudi zaradi velikodušnosti senatorja Giovannija Treccanija, ki jo je kupil na dražbi.
V prehodnem obdobju so bile neizogibne izgube in kraje.
Leta 1879 je mesto odvzelo stavbo in prisililo galerijo v izselitev, saj je palača postala sedež vojaške akademije. Galerija je bila prenesena v palačo Francesca III. iz 18. stoletja, danes Palača muzejev ( Palazzo dei Musei), v kateri so še lapidarij, mestni muzej, državni muzej in bogata narodna Estejeva knjižnica s starodavnimi rokopisi, notami, zemljevidi, starodavnimi in dragocenimi knjigami, tudi z že omenjeno knjigo Borsa d'Esteja (Biblio di Borso d'Este).
Galerija je bila večkrat obnovljena. 3. decembra 2006, potem ko je bila nekaj mesecev zaprta, je bila ponovno odprta za javnost. Opremili so jo z novim sistemom za ohranjanje primerne temperature, nove so osvetlitev, razstava in didaktične naprave.

## Zbirke
- skulpture Niccola dell'Arca
- Rojstvo z dvema babicama, Pellegrino Aretusi
- Doprsni kip Francesca I. d'Esteja, Gian Lorenzo Bernini
- Križanje in Oznanjenje, Francesco Bianchi
- Pieta s simboli pasijona, Bartolome Bonaskia
- Marija z otrokom, Sandro Botticelli
- Marija in otrok, tudi Madona Campori, Correggio
- Rojstvo, Battista Dossi
- Dvorni norček, Marija in otrok s svetim Jurijem in svetim Mihaelom, Ercole d'Este in drugi, Dosso Dossi
- Modenski triptih, El Greco
- Herkules na konju, kip, Bertoldo di Giovanni
- Mučeništvo svetega Petra in Venera, Kupido in Mars, Guercino
- Sveta družina in Portret pesnika Fulvia Testija, Ludovico Lana
- Portret francoskega kralja Henrika II., Corneille de Lyon
- Mučeništvo svete Katarine, Lelio Orsi
- Marija in otrok, Domenico Panetti
- bronaste skulpture, Andree Riccia
- Lukrecija, Brut in Collatin, Gianfrancesco Maineri
- Pogled na zaliv in Erminia, ki gravira Tancredovo ime, Salvator Rosa
- Tekmovanje Apolona in Marsija, Tintoretto
- Sveti Anton Padovanski, Cosimo Tura
- Portret Francesca I. d'Esteja, vojvode Modene, Diego Velázquez
- dela Carla Bononija, Francesca Botticinija,  Pietra Brueghla mlajšega, Charlesa le Bruna, Cime da Conegliana, Jana Gossaerta, Tomaža iz Modene, Guida Renija, Lionella Spade, Joosa van Cleveja, Palme starejšega in Veroneseja
- zbirka stropnih slik iz Estejevih palač in drugih z deli Ludovica Carraccija (Flora), Tintoretta (Prizori iz Ovidovih Metamorfoz) in Nicola dell'Abateja.
- Sobana čudes (Camera delle Meraviglie) z eksotičnimi in nenavadnimi predmeti